# Chott
Pour les articles homonymes, voir Chott (homonymie).
Cet article possède un paronyme, voir Schott.

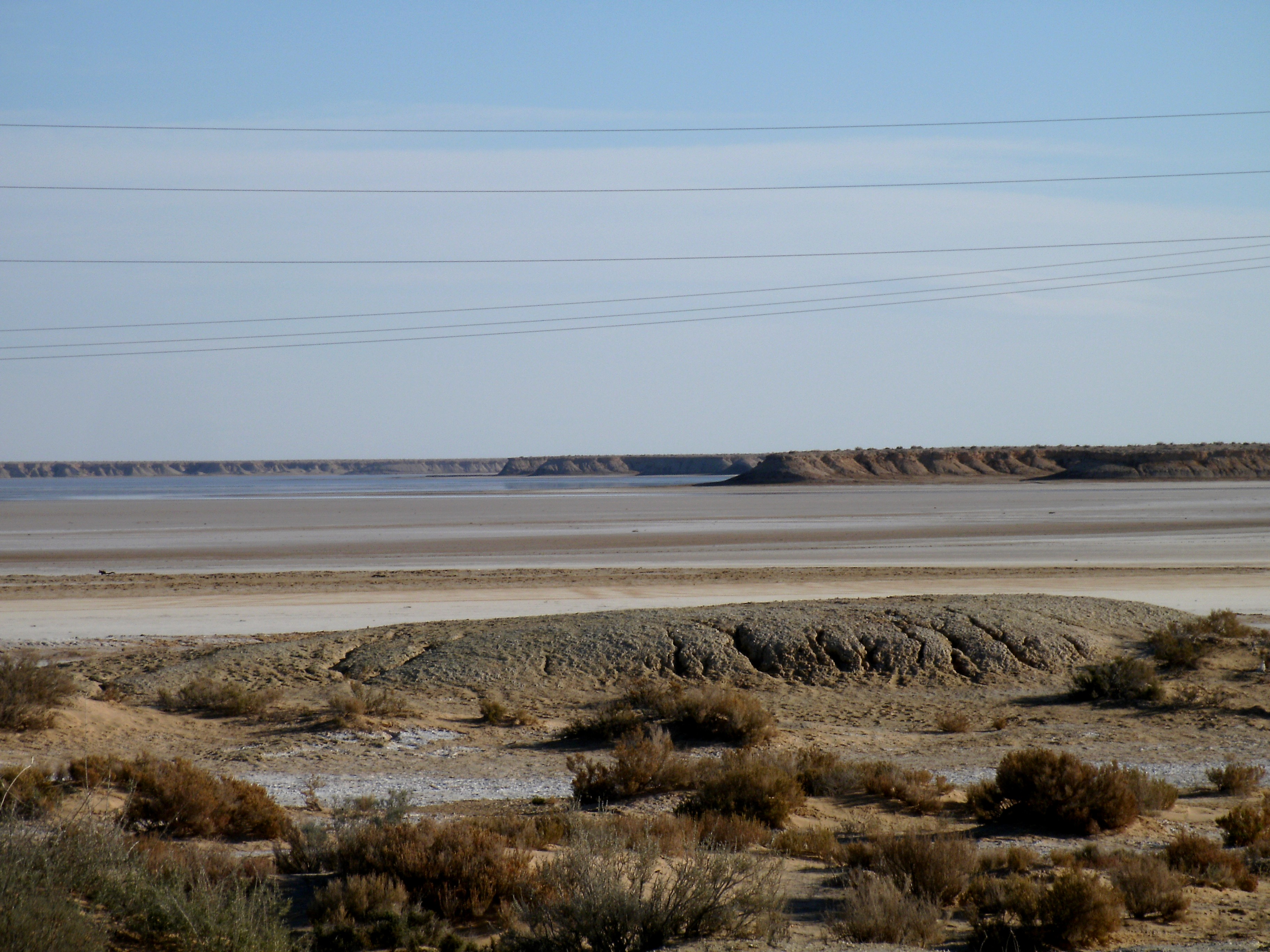
Le Chott Melghir en Algérie

Un chott (de l'arabe شَطّ (šaṭṭ) « rivage ») est, en Afrique du Nord, une étendue d'eau salée permanente, aux rivages changeants, située dans les régions semi-arides.
Des géomorphologues le limitent à la partie tantôt ennoyée tantôt découverte autour du lac, portant quelque végétation et faisant partie d'un ensemble plus étendu qu'ils préfèrent nommer sebkha.
On a très longtemps confondu la bordure (chott) et la dépression (sebkha) ; cette confusion de termes est actuellement en voie de disparition.
Les chotts sont alimentés de façon discontinue lors des rares pluies, et subissent une forte évaporation, qui accumule les sels à la surface des limons, parfois exploités. Le sol salé de ces chotts pourrait contenir et être la source de Yersinia pestis et être l'un des réservoirs, l'écosystème de cette bactérie qui infecterait les dromadaires (réservoirs) et postérieurement les personnes mangeant leur viande mal cuite,.
La mer d'Aral est également un chott, mais le terme n'est guère employé dans ce cas.